# Christophersen Glacier
Christophersen Glacier är en glaciär i Sydgeorgien och Sydsandwichöarna (Storbritannien). Den ligger i den nordvästra delen av Sydgeorgien och Sydsandwichöarna. Christophersen Glacier ligger 7 meter över havet.
Terrängen runt Christophersen Glacier är huvudsakligen kuperad, men österut är den bergig. Havet är nära Christophersen Glacier åt sydväst.  Trakten runt Christophersen Glacier är nära nog obefolkad, med mindre än två invånare per kvadratkilometer. Det finns inga samhällen i närheten. 